# Rob Bontje
Johannes Cornelius ("Rob") Bontje (Grevenbicht, 12 mei 1981) is een Nederlands volleybalinternational. Hij nam eenmaal deel aan de Olympische Spelen, maar won bij die gelegenheid geen medaille.

## Biografie
Bontje woont in Grevenbicht. Hij vertegenwoordigde Nederland op de Olympische Spelen van 2004 in Athene, waar hij met zijn team als negende eindigde in het eindklassement.
Zijn carrière als professioneel volleyballer begon in Nederland bij SSS Barneveld en daarna speelde hij bij Nesselande Rotterdam. Hierna vertrok hij naar Italië, waar hij voor diverse Lega Volley Serie A-teams uitkwam.
Bontje werd in het seizoen 2008-2009 in de Italiaanse competitie gekroond tot beste blokkeerder, beste serverende middenaanvaller en op een na beste middenaanvaller.

## Palmares
- 2011:  CEV Cup
- 2011:  FIFA Club World Cup
- 2013:  PlusLiga (2012/2013)

## Clubhistorie
Tijdens zijn volleybalcarrière heeft hij bij de volgende clubs gespeeld:
| 1996-2001  | Nederland | VC Sittardia (jeugd)       |
| 2001-2003  | Nederland | SSS Barneveld              |
| 2003-2004  | Nederland | Ortec Nesselande Rotterdam |
| 2004-2005  | Italië    | Sempre Padova              |
| 2005-2006  | Italië    | Callipo Vibo Valentia      |
| 2006-2007  | Italië    | Blu Volley Verona          |
| 2007-2008  | Italië    | Sempre Padova              |
| 2008-2009  | Italië    | Blu Volley Verona          |
| 2009-2011  | Italië    | Sisly Treviso              |
| 2011-2014  | Polen     | Jastrzębski Węgiel         |
| 2014-2015  | Duitsland | Berlin Recycling Volleys   |
| 2015-2017  | België    | Noliko Maaseik             |
| 2017 -2020 | België    | AVOC Achel                 |
| 2020-      | Nederland | VC Limax                   |

Rob Bontje · Albert Cristina · Kay van Dijk · Nico Freriks · Dirk-Jan van Gendt · Mike van de Goor · Guido Görtzen · Robert Horstink · Marko Klok · Reinder Nummerdor · Richard Schuil · Jeroen Trommel